# Тесфайе, Даниэль
Даниэль Тесфайе (англ. Daniel Tesfaye; род. XX век) — эфиопский шоссейный велогонщик. Участник летних Олимпийских игр 1992 года.

## Карьера
В 1992 году был включён в состав сборной Эфиопии на летних Олимпийских играх в Барселоне.
На них выступил в командной гонке с раздельным стартом на 100 км. По её результатам сборная Эфиопии (в которую также входили Бирук Абебе, Хайлу Фана и  Асмелаш Гейесус) заняла предпоследнее 28 место, уступив занявшей первое место сборной Германии почти 45 минут.